# Nikolai Pogodin
Nikolai Fyodorovich Pogodin (tiếng Nga: Никола́й Фёдорович Пого́дин, bút danh của Nikolai F. Stukalov) (16 tháng 11 [lịch cũ 3 tháng 11] năm 1900 – 19 tháng 9 năm 1962) là một nhà viết kịch người Liên Xô. Các vở kịch của ông đã được được đón nhận rộng rãi tại các nhà hát Liên Xô vì đã dựng lên những bức chân dung chân thực về cuộc sống  cũng như kết hợp với các chủ đề xã hội chủ nghĩa và cộng sản. Ông được biết đến rộng rãi nhất với tư cách là tác giả của bộ ba tiểu thuyết về Lenin, lần đầu tiên Lenin trở thành nhân vật trong một tác phẩm sân khấu.

## Cuộc đời

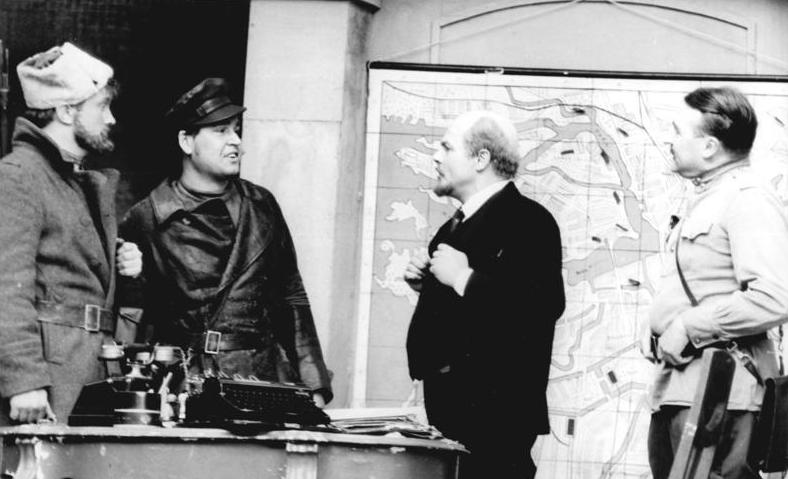
ㅤㅤㅤㅤㅤ

Pogodin tên khai sinh là Nikolai Stukalov, sinh ngày 16 tháng 11 (lịch cũ là ngày 3 tháng 11) năm 1900 tại Donetsk Oblast, trong một gia đình có cha mẹ đều là nông dân. Việc học của ông chỉ kéo dài đến hết cấp tiểu học. Từ 14 đến 20 tuổi, Pogodin đã làm nhiều công việc chân tay như: bán báo, phân phối vật tư cho máy đánh chữ và thiết bị nha khoa, làm việc trong một cửa hàng máy, đóng sách và làm mộc. Trong cuộc Nội chiến Nga, dù không chính thức gia nhập nhưng ông đã trở thành một tình nguyện viên củaHồng quân. Năm 1920, ông làm phóng viên cho tờ báo Rostov-on-Don Trudovaya zhizn, và là phóng viên lưu động của Pravda từ năm 1922 đến năm 1932. Từ năm 1925, ông sống ở Moscow.
Pogodin qua đời tại Moscow vào ngày 19 tháng 9 năm 1962, thọ 61 tuổi.

## Sự nghiệp
Loạt ba vở kịch của Pogodin có nhân vật Lenin là một phần của phong trào Xô Viết được gọi là Leniniana. Đây là phong trào tìm cách kiểm soát cách các tác phẩm nghệ thuật miêu tả Lenin. Năm 1936, dưới sự chỉ đạo của Ủy ban Giáo dục Nhân dân, chính phủ đã ủy nhiệm một nhóm các nhà văn và đạo diễn dựng một bộ phim về Lenin và cuộc cách mạng theo phong cách được đã được kiểm duyệt. Trong số những người được mời tham gia ủy ban đầu tiên có Alexander Korneichuk, Alexander Afinogenov, Vladimir Kirshon, và tiểu thuyết gia Alexei Tolstoi. Ban đầu, Pogodin không được mời tham gia vào ủy ban. Thay vào đó, ông tình nguyện tham gia vào và được chấp nhận.
Pogodin đã cho ra đời một báo cáo về văn học thiếu nhi tại Hội nghị toàn thể lần thứ mười của Liên minh các nhà văn Liên Xô năm 1946.

## Giải thưởng và tưởng niệm
Ông đã được trao tặng danh hiệu Công nhân Nghệ thuật Danh dự của Cộng hòa Nga. Ngoài giải thưởng Lenin, ông còn được trao giải thưởng Stalin năm 1941. Năm 1949, ông trở thành Nghệ sĩ được vinh danh của RSFSR. Pogodin cũng được trao Giải thưởng Stalin (Stalinskaya Premia) hạng hai vào năm 1951.
Petropavlovsk là một trong những thành phố đầu tiên ở Kazakhstan có sân khấu. Nhà hát kịch Nga Pogodin được xây dựng vào năm 1906. Năm 1934, Pogodin xuất hiện lần đầu tiên trong vở kịch Người bạn của tôi được trình diễn tại Petropavlovsk. Các nghệ sĩ sơ tán từ các nhà hát xung quanh đến Petropavlovsk vào năm 1941. Nhà hát được đặt theo tên Pogodin vào năm 1962. Năm 1972, nhà hát chuyển vào một tòa nhà hiện đại tọa lạc tại Quảng trường Teatralnaya. Nhà hát được xem như một mối liên kết giữa hai nền văn hóa Kazakhstan và Nga. Nhà hát tự hào trong việc duy trì các tiêu chuẩn sáng tạo trong khu vực và bảo tồn các giá trị đạo đức và thẩm mỹ thông qua các tác phẩm sân khấu của mình.